# Søre Kolsøya
Søre Kolsøya ou Kolsøya, est une île dans le landskap Sunnhordland du comté de Vestland. Elle appartient administrativement à Kvinnherad.

## Géographie
Rocheuse et couverte d'une légère végétation, au sud de Nordre Kolsøya, elle s'étend sur environ 504 m de longueur pour une largeur approximative de 289 m.